# Newton of Falkland
Newton of Falkland è un piccolo villaggio del Fife, Scozia, Regno Unito, situato nelle vicinanze di Falkland e in prossimità di Freuchie.
Il villaggio, con caratteristiche agricole, gode di un piccolo turismo dalle vicine località maggiori.